# سیارک ۱۵۰۸
سیارک ۱۵۰۸ (به انگلیسی: 1508 Kemi، نامگذاری:1938UP) هزار و پانصد و هشتمین سیارک کشف شده‌است که در ۲۱ اکتبر ۱۹۳۸ کشف شد.
قدر مطلق سیارک برابر ۱۲٫۰۳ است.